# Догяска
Догя́ска — гора у центральній частині масиву Свидовець (Українські Карпати, у межах Рахівського району Закарпатської області). Висота — 1761 м (за іншими даними — 1764 м). Західні та північно-східні схили гори круті, північні та південні й південно-східні — пологі.
З півночі до Догяски прилягає флішова сідловина (перемичка), яка з'єднує гору з головним Свидовецьким хребтом. На північному заході від Догяски розташована гора Трояска (1702 м), на сході — гора Котел (1770 м). При північно-східному схилі гори розташоване озеро Догяска (Герашаська). Південний схил спускається в урочище Веденеська Полонина.
Найближчі населені пункти: село Чорна Тиса, село Косівська Поляна.

## Фотографії

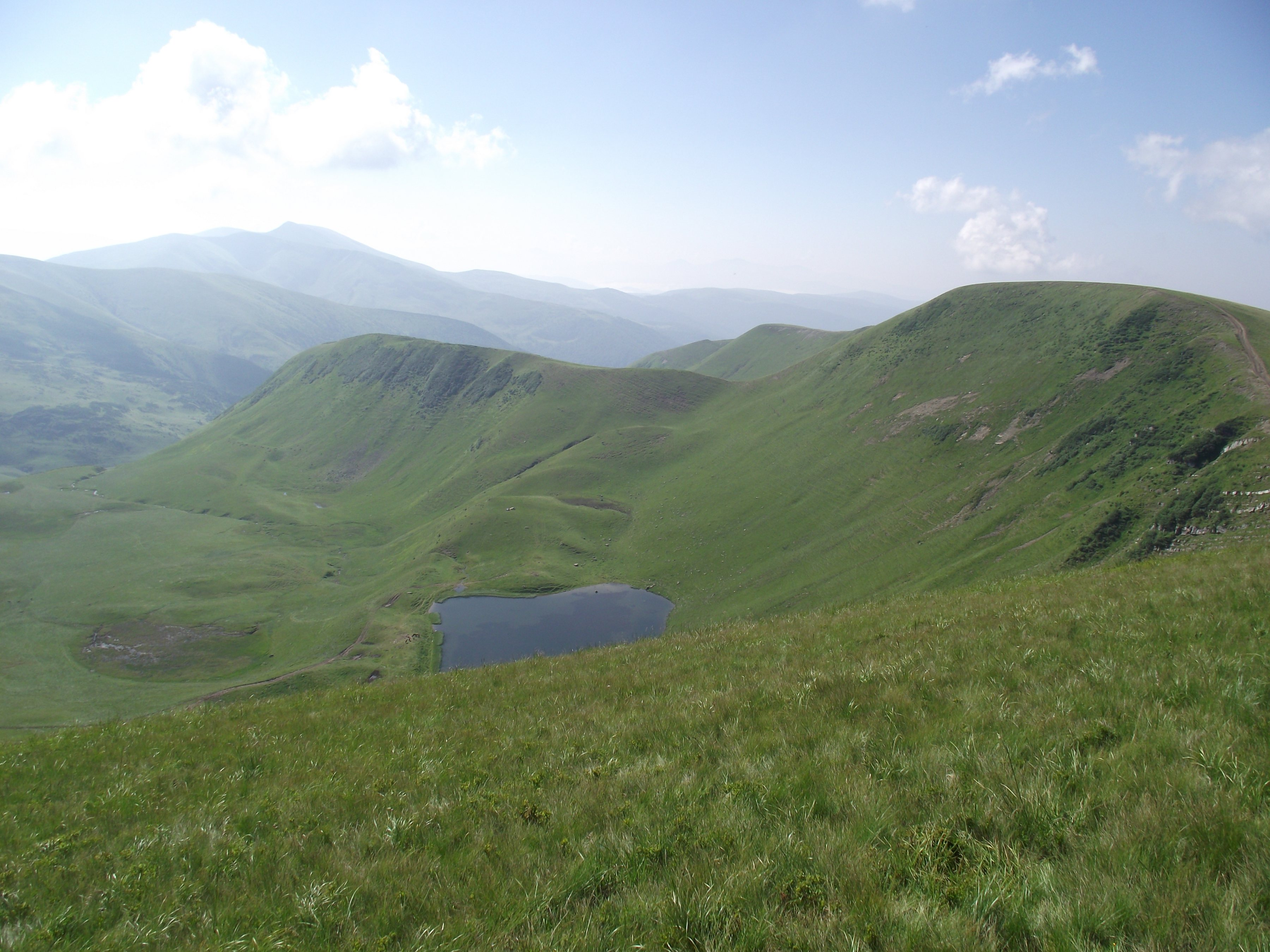
Праворуч — гора Догяска, долі — озеро Догяска, ліворуч вдалині — східна частина Свидовецького хребта
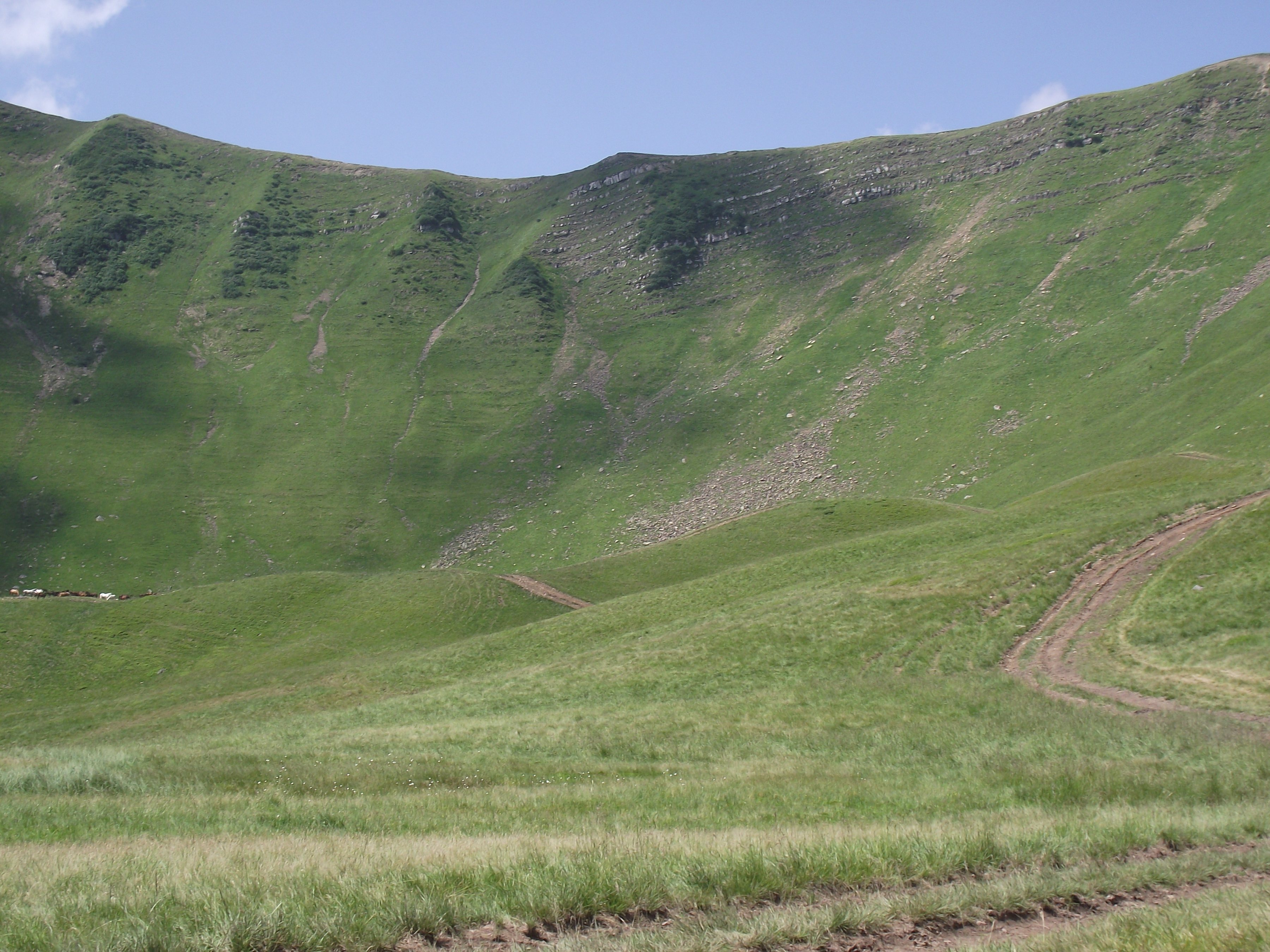
Флішова перемичка між Догяскою і головним Свидовецьким хребтом